# Akshay Kumar
Akshay Kumar (Amritsar, 9 september 1967) is een Indiase acteur. De Indiase regering heeft hem onderscheiden met de Padma Shri voor zijn bijdrage aan de Indiase filmindustrie.

## Biografie
Voor zijn carrière als acteur beoefende Kumar vechtsporten in zijn thuisland en tijdens zijn vijfjarige verblijf in Bangkok waar hij ook werkzaam was als chef-kok en ober in restaurants. Na zijn terugkeer in Bombay gaf hij les in vechtsporten. De vader van een van zijn leerlingen stelde Kumar voor om modellenwerk te gaan doen, wat hem veel geld opleverde, en hij besloot hierin zijn weg te vervolgen. Uiteindelijk leidde dit tot een filmcarrière. Kumar had al op jonge leeftijd een klein rolletje in de film Harjaee (1981) als bloemenstrooier op een bruiloft, al werd deze scene uiteindelijk uit de film geknipt. In 1987 verscheen hij in een bijrol als karateinstructeur in Aaj. Zijn eerste film als hoofdrolspeler was in Saugandh (1991). Later speelde hij de hoofdrol in diverse actiefilms in de Khiladi-reeks.
Hoewel Kumar bekend is geworden als actieheld, heeft hij sinds 2000 ook in diverse andere genres gespeeld, zoals in het familiedrama Waqt: The Race Against Time, in komedies als Hera Pheri, Singh is Kinng en de Housefull-reeks, de horrorfilms Bhool Bhulaiyaa en Laxmii, het sportdrama Gold en de science-fictionfilms Mission Mangal en 2.0.
Kumar werd overgehaald het nummer "Mujh Mein Tu Hi Basa" zelf te zingen voor zijn film Special 26, wat een grote hit werd.

## Privéleven
Kumar heeft relaties gehad met diverse tegenspeelsters waaronder, Raveena Tandon, Shilpa Shetty, Mamta Kulkarni en Pooja Batra. Nadat hij tot twee keer toe verloofd was met Twinkle Khanna, is hij met haar in 2001 getrouwd. Hun eerste zoon, Aarav Bhatia, werd geboren op 15 september 2002. Op 25 september 2012 verwelkomden het stel hun dochter Nitara.

## Filmografie
| Jaar                             | Film                                 | Rol                            | Notitie                                  |
| -------------------------------- | ------------------------------------ | ------------------------------ | ---------------------------------------- |
| 1987                             | Aaj                                  | karate instructeur             | gastoptreden                             |
| 1991                             | Saugandh                             | Shiva Kirplani                 |                                          |
| 1991                             | Dancer                               | Raju                           |                                          |
| 1992                             | Khiladi                              | Raj Malhotra                   |                                          |
| 1992                             | Mr. Bond                             | Mr. Bond                       |                                          |
| 1992                             | Deedar                               | Anand Malhotra                 |                                          |
| 1993                             | Ashaant                              | Vijay                          |                                          |
| 1993                             | Dil Ki Baazi                         | Vijay Kashyap                  |                                          |
| 1993                             | Kayda Kanoon                         | agent Dawood Durani            |                                          |
| 1993                             | Waqt Hamara Hai                      | Vikas Sabkuchwala              |                                          |
| 1993                             | Sainik                               | Lt. Suraj Dutt                 |                                          |
| 1994                             | Elaan                                | Vishal Chaudhary               |                                          |
| 1994                             | Yeh Dillagi                          | Vijayendra Saigal              |                                          |
| 1994                             | Jai Kishen                           | Jai/ Kishen                    |                                          |
| 1994                             | Mohra                                | Amar Saxena                    |                                          |
| 1994                             | Main Khiladi Tu Anari                | Karan Joglekar                 |                                          |
| 1994                             | Ikke Pe Ikka                         | Rajiv                          |                                          |
| 1994                             | Amaanat                              | Amar                           |                                          |
| 1994                             | Suhaag                               | Raj Sinha                      |                                          |
| 1994                             | Zakhmi Dil                           | Jaidev Anand                   |                                          |
| 1994                             | Zaalim                               | Ravi                           |                                          |
| 1994                             | Hum Hain Bemisaal                    | Vijay Sinha                    |                                          |
| 1995                             | Paandav                              | agent Vijay Kumar              |                                          |
| 1995                             | Maidan-E-Jung                        | Karan Singh                    |                                          |
| 1995                             | Nazar Ke Samne                       | Jai Kumar                      |                                          |
| 1995                             | Sabse Bada Khiladi                   | Vijay Kumar/ Lallu             |                                          |
| 1996                             | Tu Chor Main Sipahi                  | Amar Verma                     |                                          |
| 1996                             | Khiladiyon Ka Khiladi                | Akshay Malhotra                |                                          |
| 1996                             | Sapoot                               | agent Prem Singhania           |                                          |
| 1997                             | Lahoo Ke Do Rang                     | Sikandar Davai                 |                                          |
| 1997                             | Insaaf: The Final Justice            | agent Vikram Singh             |                                          |
| 1997                             | Daava                                | agent Arjun                    |                                          |
| 1997                             | Tarazu                               | Ram Yadav                      |                                          |
| 1997                             | Mr. and Mrs. Khiladi                 | Raja                           |                                          |
| 1997                             | Dil To Pagal Hai                     | Ajay Sahni                     |                                          |
| 1997                             | Aflatoon                             | Rocky/ Raja                    |                                          |
| 1998                             | Keemat – They Are Back               | Dev Rana                       |                                          |
| 1998                             | Angaaray                             | agent Amar                     |                                          |
| 1998                             | Barood                               | Jai Sharma                     |                                          |
| 1999                             | Sangharsh                            | Aman Verma                     |                                          |
| 1999                             | Aarzoo                               | Vijay Khanna                   |                                          |
| 1999                             | International Khiladi                | Devraj                         |                                          |
| 1999                             | Zulmi                                | Raj Malhotra                   |                                          |
| 1999                             | Jaanwar                              | Baadshah/ Babu Lohaar          |                                          |
| 2000                             | Hera Pheri                           | Raju                           |                                          |
| 2000                             | Dhadkan                              | Ram Verma                      |                                          |
| 2000                             | Khiladi 420                          | Dev Malhotra/ Anand Malhotra   |                                          |
| 2001                             | Ek Rishtaa: The Bond of Love         | Ajay Kapoor                    |                                          |
| 2001                             | Ajnabee                              | Vikram Bajaj                   |                                          |
| 2002                             | Haan Maine Bhi Pyaar Kiya            | Raj Malhotra                   |                                          |
| 2002                             | Aankhen                              | Vishwas Prajapati              |                                          |
| 2002                             | Awara Paagal Deewana                 | Guru Gulab Khatri              |                                          |
| 2002                             | Jaani Dushman: Ek Anokhi Kahani      | Atul                           |                                          |
| 2003                             | Talaash: The Hunt Begins...          | Arjun                          |                                          |
| 2003                             | Andaaz                               | Raj Malhotra                   |                                          |
| 2004                             | Khakee                               | Shekhar Verma                  |                                          |
| Police Force: An Inside Story    | Vijay Singh                          |                                |                                          |
| Aan: Men at Work                 | Hari Om Pattnaik                     |                                |                                          |
| Mujhse Shaadi Karogi             | Arun Khanna/ Sunny                   |                                |                                          |
| Hatya: The Murder                | Ravi Lal                             |                                |                                          |
| Aitraaz                          | Raj Malhotra                         |                                |                                          |
| Meri Biwi Ka Jawaab Nahin        | Ajay Khanna                          |                                |                                          |
| Ab Tumhare Hawale Watan Saathiyo | Rajeev Singh                         |                                |                                          |
| 2005                             | Insan                                | Amjad Khan                     |                                          |
| 2005                             | Bewafaa                              | Rajant Kapoor                  |                                          |
| 2005                             | Waqt: The Race Against Time          | Aditya Thakur                  |                                          |
| 2005                             | Garam Masala                         | Makrand Godbhole               |                                          |
| 2005                             | Deewane Huye Paagal                  | Rocky Hiranandani              |                                          |
| 2005                             | Dosti: Friends Forever               | Raj Malhotra                   |                                          |
| 2006                             | Family                               | Shekhar Bhatia                 |                                          |
| 2006                             | Mere Jeevan Saathi                   | Vicky                          |                                          |
| 2006                             | Humko Deewana Kar Gaye               | Aditya Malhotra                |                                          |
| 2006                             | Phir Hera Pheri                      | Raju                           |                                          |
| 2006                             | Jaan-E-Mann                          | Agastya Rao                    |                                          |
| 2006                             | Bhagam Bhag                          | Bunty                          |                                          |
| 2007                             | Namastey London                      | Arjun Singh                    |                                          |
| 2007                             | Heyy Babyy                           | Aarush Mehra                   |                                          |
| 2007                             | Bhool Bhulaiyaa                      | Aditya Shrivastava             |                                          |
| 2007                             | Om Shanti Om                         | zichzelf                       | gastoptreden                             |
| 2007                             | Welcome                              | Rajiv Saini                    |                                          |
| 2008                             | Tashan                               | Bachchan Pandey                |                                          |
| 2008                             | Singh Is Kinng                       | Happy Singh                    | zanger "Singh Is Kinng"                  |
| 2009                             | Chandni Chowk to China               | Sidhesh Sharma                 | zanger "Chandni Chowk To China (CC2C)"   |
| 8 x 10 Tasveer                   | Jai Puri/ Jeet Puri                  |                                |                                          |
| Kambakkht Ishq                   | Viraj Shergill                       |                                |                                          |
| Blue                             | Aarav Malhotra                       |                                |                                          |
| De Dana Dan                      | Nitin Bankar                         |                                |                                          |
| 2010                             | Housefull                            | Aarush Avasthi                 |                                          |
| 2010                             | Khatta Meetha                        | Sachin Tichkule                | ook producent                            |
| 2010                             | Action Replayy                       | Kishen Kumar                   | ook producent                            |
| 2010                             | Tees Maar Khan                       | Tabrez Mirza Khan              | ook producent                            |
| 2011                             | Patiala House                        | Parghat Singh Kahlon/ Kaali    |                                          |
| 2011                             | Thank You                            | Kishen Khurana                 | ook producent                            |
| 2011                             | Desi Boyz                            | Jignesh Patel                  |                                          |
| 2011                             | Breakaway                            |                                | producent                                |
| 2011                             | Chalo Dilli                          | Vikram Rana                    |                                          |
| 2012                             | Housefull 2                          | Sunny                          |                                          |
| 2012                             | Rowdy Rathore                        | Vikram Rathore / Shiva         |                                          |
| 2012                             | Joker                                | Rajkumar/ Agastya              | ook producent                            |
| 2012                             | OMG – Oh My God!                     | Krishna Vasudev Yadav          | ook producent                            |
| 2012                             | Khiladi 786                          | Bahattar Singh/ Tehattar Singh |                                          |
| 2013                             | Bha Ji in Problem                    | Akshay Kumar                   | gastoptreden Punjabi film, ook producent |
| 2013                             | Special 26                           | Ajay Singh                     | zanger "Mujh Mein Tu"                    |
| 2013                             | 72 Miles – Ek Pravas                 |                                | producent, Marathi film                  |
| 2013                             | Once Upon a Time in Mumbai Dobaara!  | Shoaib Khan                    |                                          |
| 2013                             | Boss                                 | Suryakant Shastri              |                                          |
| 2014                             | Holiday: A Soldier Is Never Off Duty | Viraat Bakshi                  |                                          |
| 2014                             | Antar                                |                                | producent, Marathi film                  |
| 2014                             | Entertainment                        | Akhil Lokhande                 |                                          |
| 2014                             | The Shaukeens                        | zichzelf                       | ook producent                            |
| 2015                             | Baby                                 | Ajay Singh Rajput              |                                          |
| 2015                             | Gabbar Is Back                       | Aditya Singh Rajput            |                                          |
| 2015                             | Brothers                             | David Fernandes                |                                          |
| 2015                             | Singh is Bling                       | Raftaar singh                  |                                          |
| 2016                             | Airlift                              | Ranjit Katyal                  | ook producent                            |
| 2016                             | Housefull 3                          | Sanket Sehgal                  |                                          |
| 2016                             | Dishoom                              | Sameer Gazi                    | gastoptreden                             |
| 2016                             | Rustom                               | Rustom Pavri                   | ook producent                            |
| 2017                             | Jolly LLB 2                          | Jagadishwar Mishra             |                                          |
| 2017                             | Naam Shabana                         | Ajay Singh Rajput              | gastoptreden                             |
| 2017                             | Toilet: Ek Prem Katha                | Keshav Sharma                  | ook producent, zanger "Toilet Ka Jugaad" |
| 2018                             | Pad Man                              | Lakshmikant Chauhan            |                                          |
| 2018                             | Gold                                 | Tapan Das                      |                                          |
| 2018                             | 2.0                                  | Pakshi Rajan                   | Tamil film                               |
| 2018                             | Simmba                               | agent Veer Sooryavanshi        | gastoptreden                             |
| 2019                             | Kesari                               | Havildar Ishar Singh           | ook producent                            |
| 2019                             | Blank                                |                                | in nummer "Ali Ali"                      |
| 2019                             | Mission Mangal                       | Rakesh Dhawan                  | ook producent                            |
| 2019                             | Housefull 4                          | Rajkumar Bala Dev Singh/ Harry |                                          |
| 2019                             | Good Newwz                           | Varun Batra                    | ook producent                            |
| 2020                             | Laxmii                               | Aasif Ahmed                    |                                          |
| 2021                             | Bell Bottom                          | Anshul Malhotra                |                                          |
| 2021                             | Sooryavanshi                         | agent Veer Sooryavanshi        |                                          |
| 2022                             | Bachchhan Paandey                    | Bachchhan Paandey              |                                          |
| 2022                             | Samrat Prithviraj                    | Prithviraj Chauhan             |                                          |
| 2022                             | Raksha Bandhan                       | Lala Kedarnath                 |                                          |
| 2022                             | Cuttputlli                           | Arjan Sethi                    |                                          |
| 2022                             | Ram Setu                             | Aryan Kulshrestha              |                                          |
| 2022                             | An Action Hero                       | Anupam                         | gastoptreden                             |
| 2023                             | Selfiee                              | Vijay Kumar                    |                                          |
| 2023                             | OMG 2                                | boodschapper van Shiva         |                                          |
| 2023                             | Mission Raniganj                     | Jaswant Singh Gill             |                                          |
| 2024                             | Bade Miyan Chote Miyan               | Firoz/ Freddy                  |                                          |
| 2024                             | Sarfira                              | Vir Mhatre                     |                                          |
| 2024                             | Stree 2                              | afstammeling van Sarkata       | gastoptreden                             |
| 2024                             | Khel Khel Mein                       | Rishabh Malik                  |                                          |
| 2024                             | Singham Again                        | Veer Sooryavanshi              |                                          |
| 2025                             | Sky Force                            | Kumar Om Ahuja                 |                                          |
| 2025                             | Kesari Chapter 2                     | Chettoor Sankaran Nair         |                                          |
| 2025                             | Housefull 5                          | Julius                         |                                          |
| 2025                             | Kannappa                             | Shiva                          | Telugu film                              |